# حوزه انتخابیه کوهدشت و رومشکان
حوزهٔ انتخاباتی کوهدشت و رومشکان یکی از حوزه‌های استان لرستان برای انتخابات مجلس شورای اسلامی است. این حوزه به مرکزیت کوهدشت و رومشکان ، ۱ نماینده دارد. این حوزه از دوره دهم مجلس شورای اسلامی به حوزه انتخابیه کوهدشت و رومشکان تغییر پیدا کرد.
نماینده پیشینِ این حوزه الهیار ملکشاهی قاضی و سیاست‌مدار بلندپایه مجالس نهم و دهم بوده‌‌است. ملکشاهی تنها نماینده تاریخ مجلس ایران است که در دوران حضورش در مجلس شورای اسلامی، همزمان ریاست سه کمیسیون را برعهده داشته‌است که به‌نوعی می‌توان الهیار ملکشاهی را قدرتمندترین نماینده تاریخِ این حوزه دانست.

## فهرست نمایندگان
علی امامی‌راد - دوره دوازدهم(مشترک با رومشکان)
محمدرضا مبلغی - دوره یازدهم (مشترک با رومشکان)
الهیار ملکشاهی - دوره دهم (مشترک با رومشکان)
الهیار ملکشاهی - دوره نهم
علی شاهرخی‌قبادی - دوره هشتم
علی امامی‌راد - دوره هفتم
علی امامی‌راد - دوره ششم 
اسماعیل دوستی - دوره پنجم
علی امامی‌راد - دوره چهارم 
دوره سوم (بدونِ نماینده) - علی‌اصغر اسفنديارپور در دور اول انتخابات به مجلس راه يافت اما به‌ دليل اعتراض علی شاهرخی‌قبادی، اعتبارنامه وی تصويب نشد. در انتخابات ميان‌دوره‌ای نيز علی شاهرخی‌قبادی بالاترين رأی را كسب كرد اما اینبار همين موضوع برای وی پيش آمد و اعتبارنامه‌اش تأييد نشد. به همین دلیل كوهدشت در دوره سوم نماينده‌ای در مجلس نداشت.
علی‌اصغر اسفندیارپور - دوره دوم
محمدرضا عباسی‌فرد - دوره نخست

## پی‌نوشت و منبع
1. ↑  «شکایت کمیسیون قضایی مجلس از دولت و رئیس جمهور آمریکا به دیوان بین المللی کیفری». خبرگزاری خانه ملت. بایگانی‌شده از اصلی در ۲۷ ژوئن ۲۰۲۱. دریافت‌شده در ۲۰۲۱-۰۳-۰۳.
2. ↑  «نماینده سابق کوهدشت و رومشکان درگذشت». خبرگزاری مهر | اخبار ایران و جهان | Mehr News Agency. ۲۰۲۱-۰۲-۱۳. دریافت‌شده در ۲۰۲۱-۰۳-۰۳.
3. ↑  www.IRIran.net. «ایران از دادگاه لاهه چه می خواهد؟». www.Bourse24.ir. دریافت‌شده در ۲۰۲۱-۰۳-۰۳.
4. ↑  «نمايندگان‌ لرستان در مجلس شوراي اسلامي (دوره اول تا یازدهم)». پايگاه خبري یافته (لرستان). دریافت‌شده در ۲۰۲۰-۰۶-۲۰.

- «جدول حوزه‌های انتخابیه در انتخابات دهمین دورهٔ مجلس شورای اسلامی» (PDF). مرکز پژوهش و سنجش افکار صدا و سیما. بایگانی‌شده از اصلی (PDF) در ۵ اكتبر ۲۰۱۸. دریافت‌شده در ۳ اوت ۲۰۱۶. تاریخ وارد شده در |archive-date= را بررسی کنید (کمک)